# Fortschritt
Fortschritt je bil vzhodnonemški proizvajalec traktorjev, kombajnov in drugih kmetijskih strojev. Leta 1997 ga je prevzel ameriški Case IH.

## Galerija
- Fortschritt E514 kombajn
- Fortschritt E303
- Fortschritt ZT 300